# Zjednoczony Kościół Chrystusa w Japonii
Zjednoczony Kościół Chrystusa w Japonii (日本キリスト教団, Nihon Kirisuto Kyōdan, w skrócie Kyōdan) – chrześcijański związek wyznaniowy działający w Japonii, zaliczany do Kościołów ewangelicko-unijnych. Członek Światowej Rady Kościołów. Liczy ok. 196 tysięcy wiernych (2006), co daje mu pozycję największego Kościoła protestanckiego w Japonii i drugiego (po Kościele katolickim) najliczniejszego wyznania chrześcijańskiego w tym kraju.

## Historia
Dzisiejszy Kościół za swój prapoczątek uznaje rok 1872, kiedy to w Jokohamie powstał pierwszy w Japonii zbór ewangelicko-reformowany. W 1890 powstał Kościół Chrystusa w Japonii. W czasie II wojny światowej władze świeckie zmusiły wszystkich protestantów w Japonii, którzy chcieli nadal legalnie praktykować swoją religię (część z nich wolała bowiem zejść do podziemia) do połączenia się w jeden Kościół, który oficjalnie powstał w 1941 roku jako Zjednoczony Kościół Chrystusa w Japonii. W 1946 aliancka administracja okupacyjna przywróciła w Japonii pełną swobodę wyznania, co umożliwiło odejście z Kościoła licznych grup wiernych, którzy tworzyli następnie odrębne struktury dla niemal każdego z nurtów protestantyzmu. Znaczna część członków Kościoła zdecydowała się jednak pozostać w dotychczasowych strukturach. W 1967 Kościół opublikował wyznanie win, w którym rozliczył się ze swojej niechlubnej roli "Kościoła reżimowego", jaką pełnił w czasie wojny.

## Struktura
Struktura Kościoła oparta jest na modelu kongregacjonistycznym, zakładającym brak silnej władzy centralnej i maksymalną autonomię lokalnych wspólnot wiernych (zborów). Obecnie działają 1732 takie jednostki, zgrupowane w 16 dystryktach, z których każdy posiada własne zgromadzenie. Duchowieństwo liczy ok. 2200 pastorów. 
Kościół posiada również szereg instytucji centralnych, jednak ich rola jest koordynacyjna i pomocnicza względem zborów, nie ma tu modelu zwierzchnictwa znanego z Kościoła katolickiego czy Kościołów anglikańskich. Najważniejszym organem centralnym jest Zgromadzenie Ogólne, liczące po 185 członków świeckich i duchownych, a także 30 delegatów i 400 obserwatorów. Zgromadzenie odbywa sesję raz na dwa lata. Zgromadzenie powołuję Radę Wykonawczą, w której zasiada 14 pastorów i 13 świeckich, spotykających się na posiedzeniach co najmniej trzy razy w roku. Bieżącym funkcjonowaniem instytucji kościelnych kieruje sekretarz generalny Kościoła. Ponadto działa szereg komisji i komitetów wyspecjalizowanych, podległych sekretarzowi lub bezpośrednio Radzie.

## Galeria

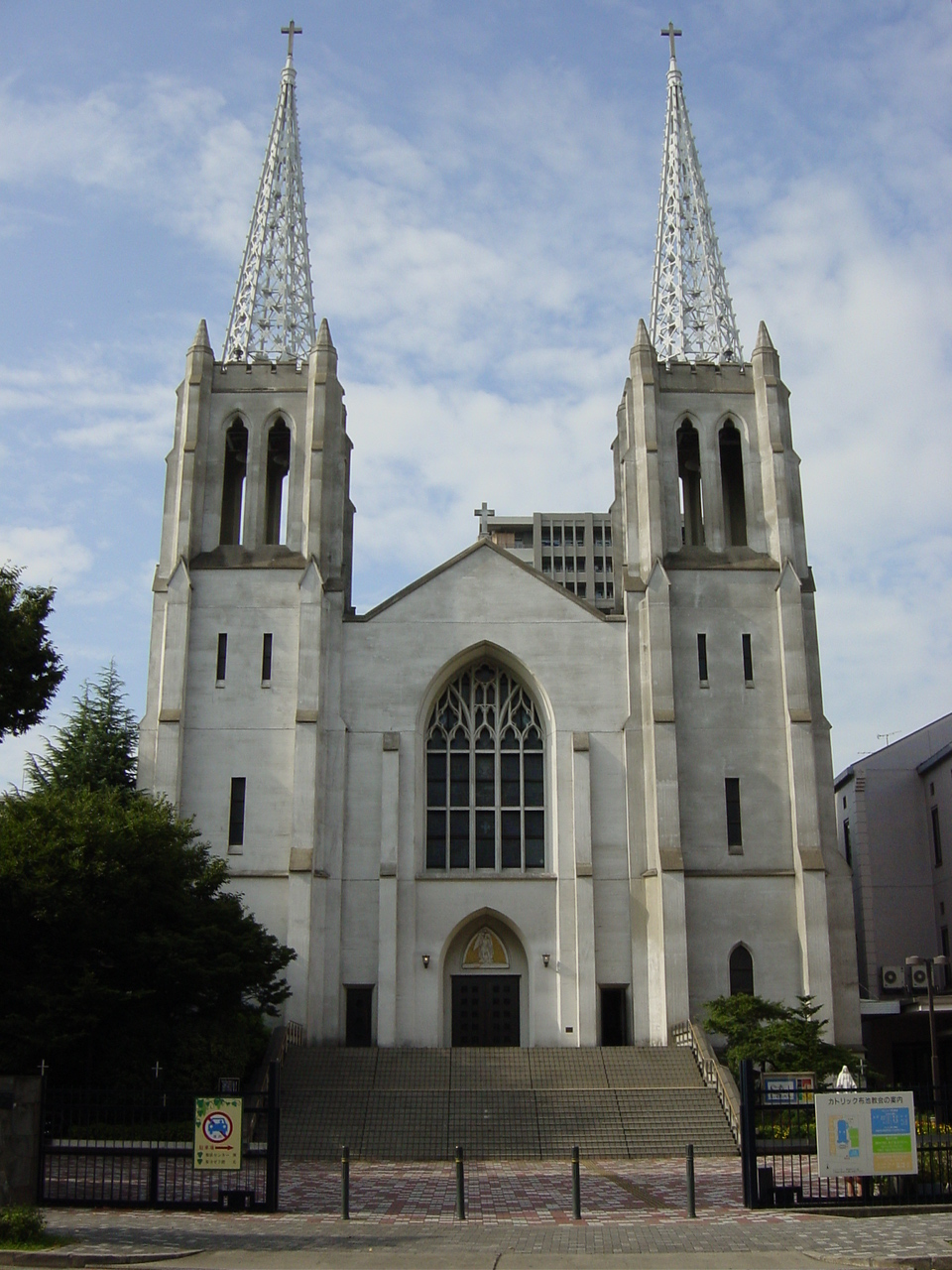
Kościół w Nagoi
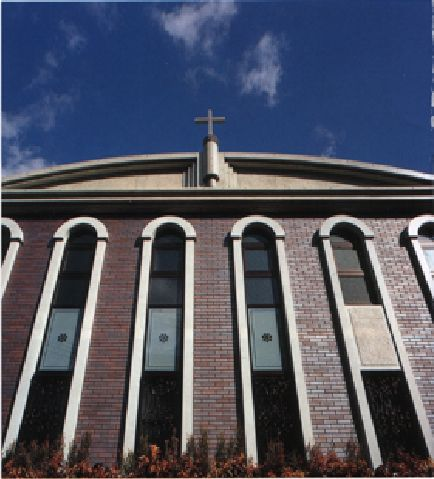
Jeden z kościołów w Kobe
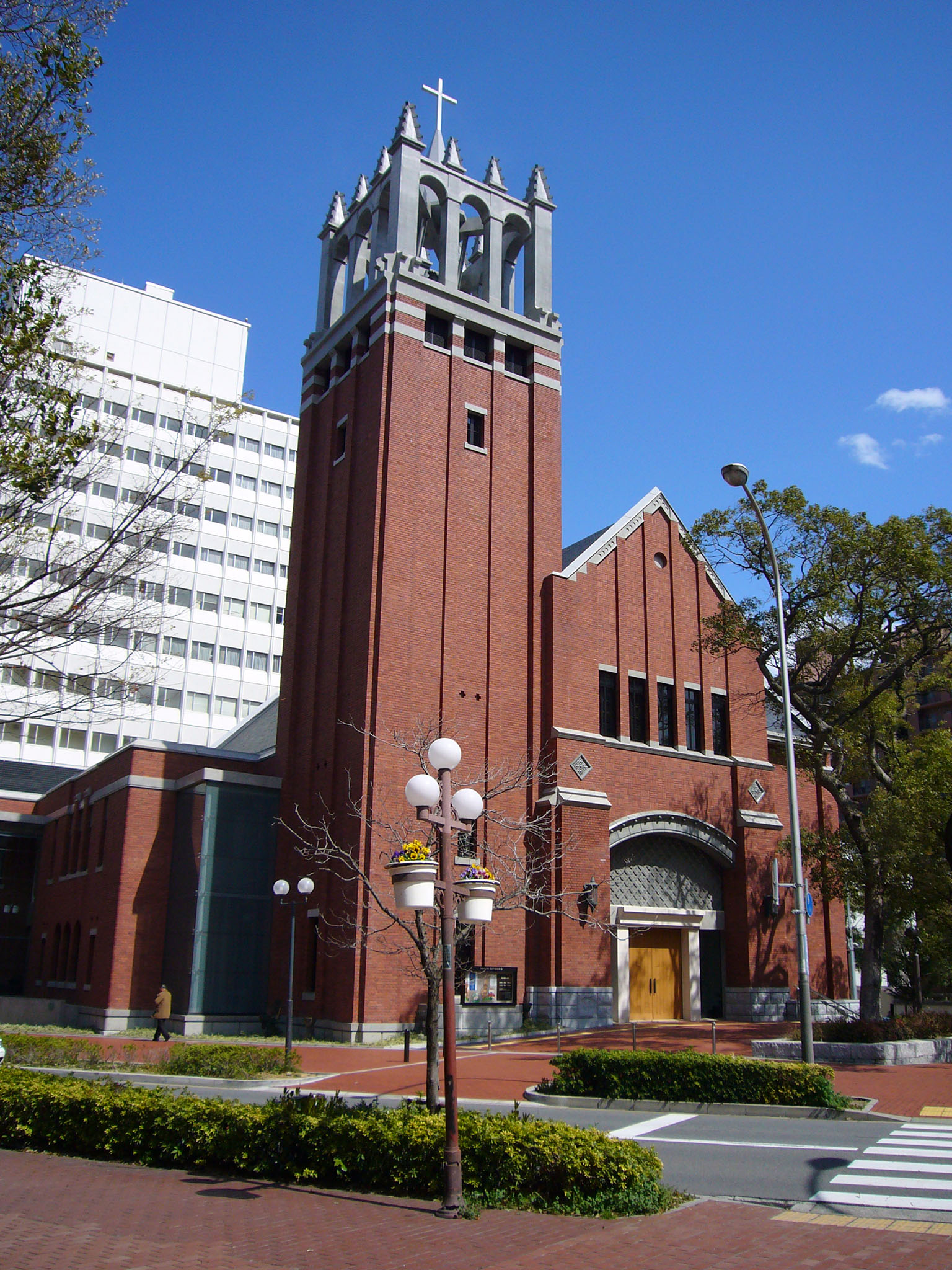
Jeden z kościołów w Kobe
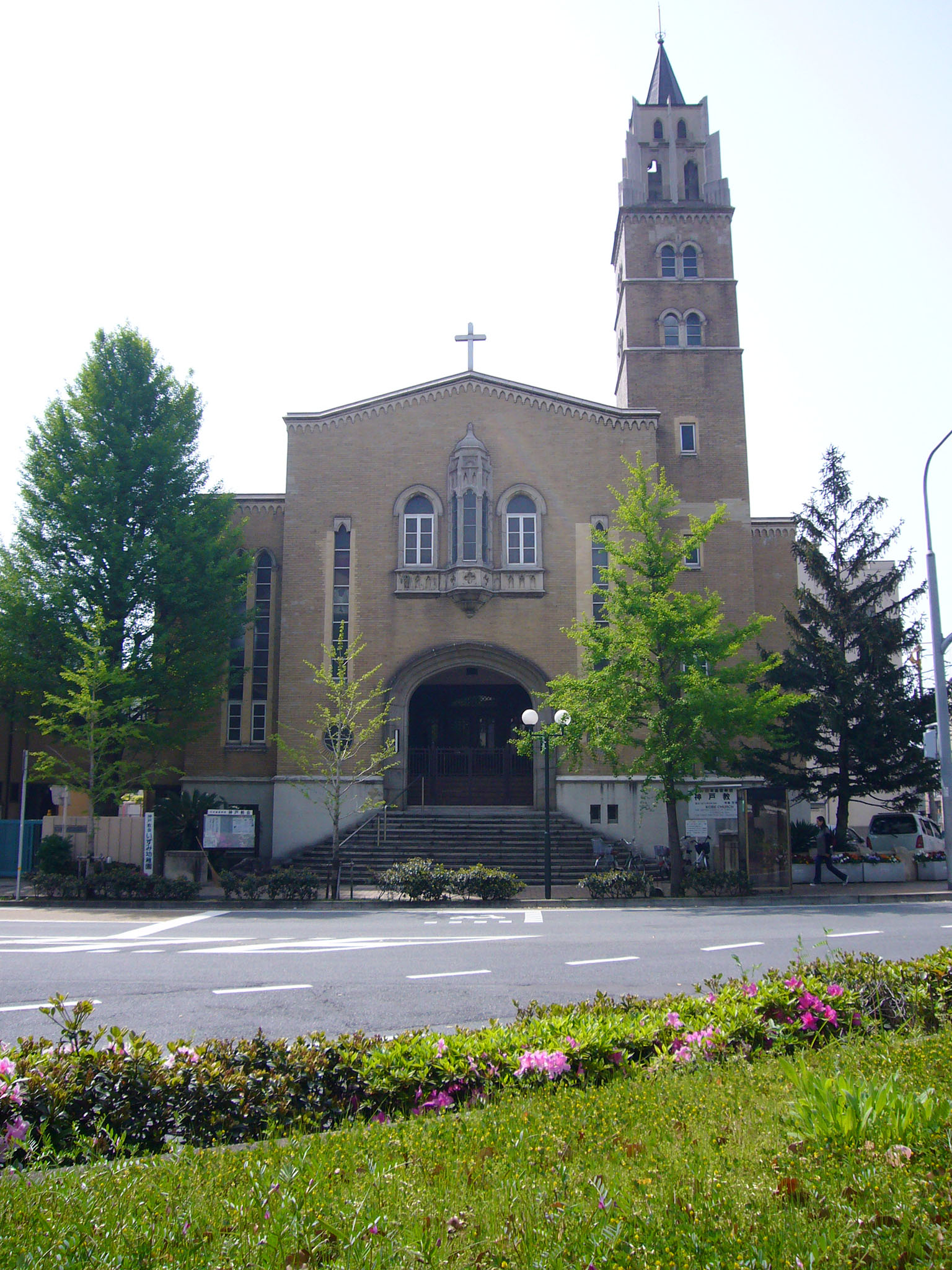
Jeden z kościołów w Kobe
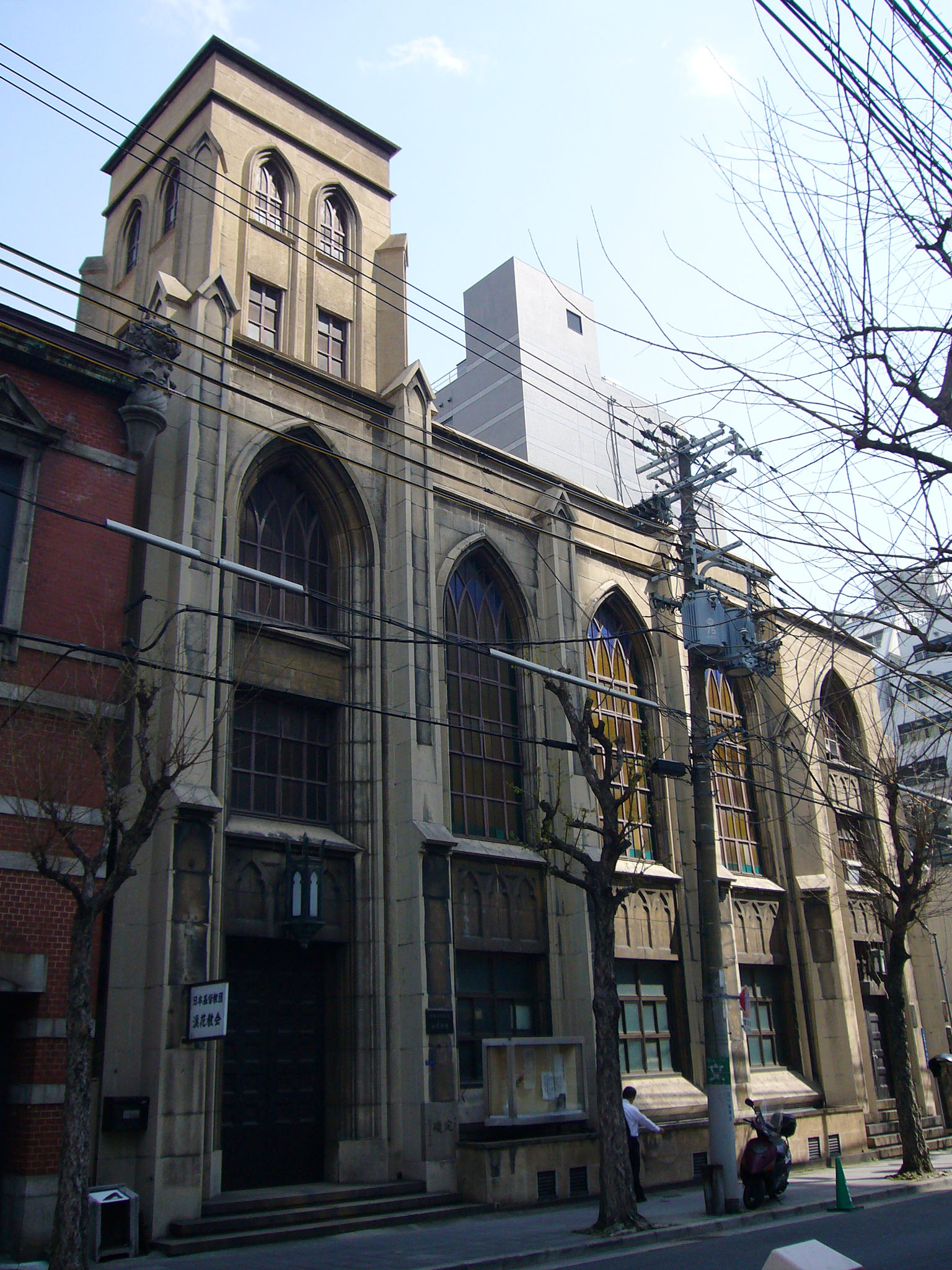
Jeden z kościołów w Osace
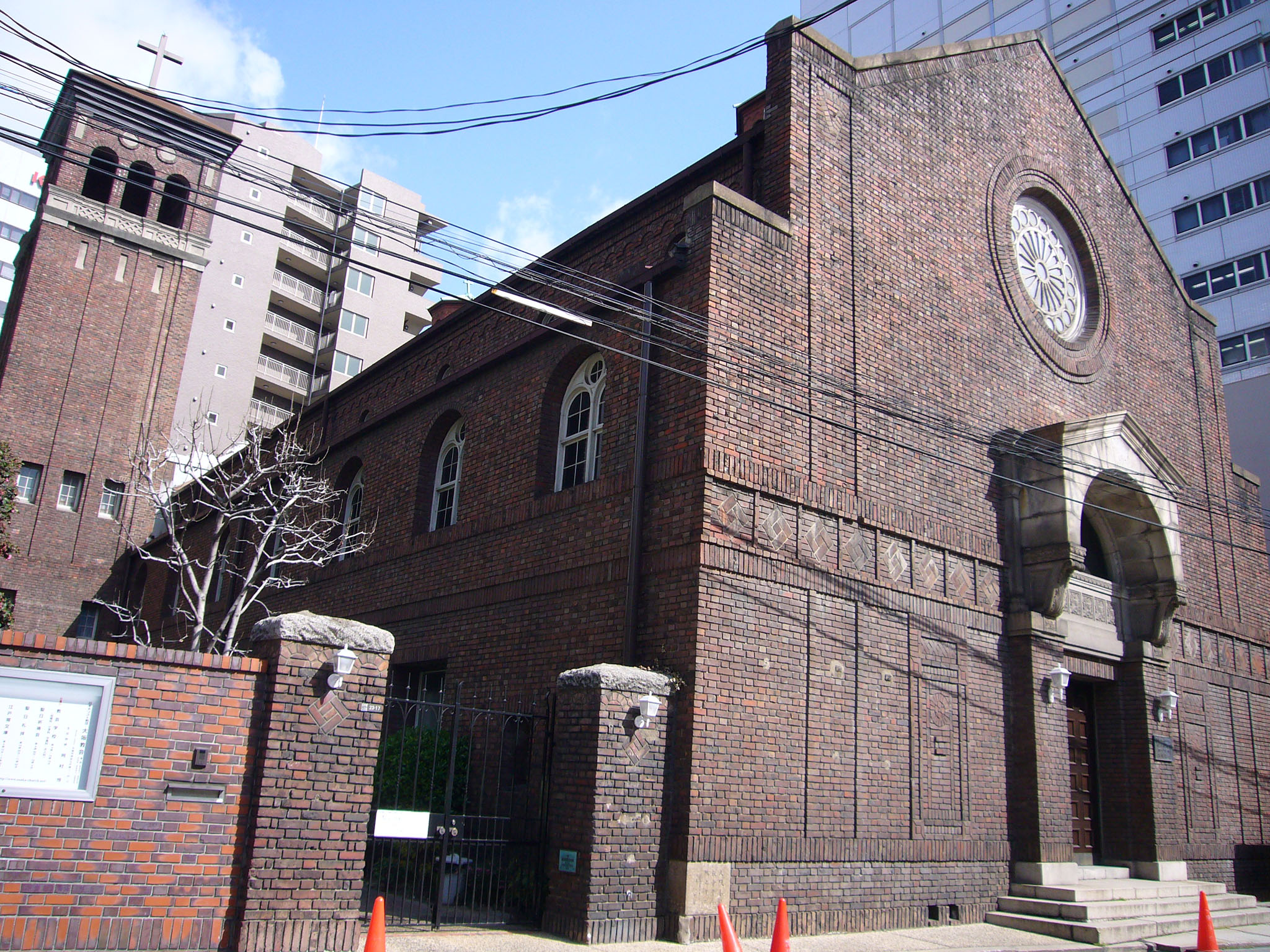
Jeden z kościołów w Osace